# Das Fest der Rosella
Das Fest der Rosella è un film muto del 1919 prodotto e diretto da Friedrich Zelnik.

## Produzione
Il film fu prodotto da Friedrich Zelnik per la Berliner Film-Manufaktur GmbH.

## Distribuzione
Uscì nelle sale tedesche nel 1919.